# Campeonato Asiático de Atletismo de 2023 - 1500 m masculino
A prova dos 1500 metros masculino do Campeonato Asiático de Atletismo de 2023 foi disputada no dia 13 de julho de 2023, no Estádio Nacional, em Banguecoque, na Tailândia.

## Recordes
Antes desta competição, os recordes mundiais e do campeonato nesta prova eram os seguintes:
|                       | Nome               | Nacionalidade | Tempo     | Local  | Data                |
| --------------------- | ------------------ | ------------- | --------- | ------ | ------------------- |
| Recorde mundial       | Hicham El Guerrouj | Marrocos      | 3m 26s 00 | Roma   | 14 de julho de 1998 |
| Recorde do campeonato | Kim Soon-Hyung     | Coreia do Sul | 3m 38s 60 | Manila | 1993                |
| Recorde asiático      | Rashid Ramzi       | Bahrein       | 3m 29s 14 | Roma   | 14 de julho de 2006 |

## Medalhistas
| Ouro                   | Prata                  | Bronze          |
| Ajay Kumar Saroj (IND) | Yusuke Takahashi (JPN) | Liu Dezhu (CHN) |

## Cronograma
Todos os horários são locais (UTC+7)
| Data        | Hora  | Evento |
| ----------- | ----- | ------ |
| 13 de julho | 18:20 | Final  |

## Resultado final
A final ocorreu no dia 13 de julho às 18:20.
| Posição           | Atleta                    | Nacionalidade  | Tempo   | Notas           |
| ----------------- | ------------------------- | -------------- | ------- | --------------- |
| Medalha de ouro   | Ajay Kumar Saroj          | Índia          | 3:41.51 |                 |
| Medalha de prata  | Yusuke Takahashi          | Japão          | 3:42.04 |                 |
| Medalha de bronze | Liu Dezhu                 | China          | 3:42.30 |                 |
| 4                 | Nursultan Keneshbekov     | Quirguistão    | 3:43.25 |                 |
| 5                 | Mohamed Al-Garni          | Catar          | 3:43.31 |                 |
| 6                 | Abdirahman Saeed Hassan   | Catar          | 3:44.84 |                 |
| 7                 | Raed Khairallah Al-Jadani | Arábia Saudita | 3:45.17 |                 |
| 8                 | Kazuki Kawamura           | Japão          | 3:45.46 |                 |
| 9                 | Musulman Dzholomanov      | Quirguistão    | 3:45.70 |                 |
| 10                | Lương Đức Phước           | Vietname       | 3:46.81 |                 |
| 11                | Jinson Johnson            | Índia          | 3:46.91 |                 |
| 12                | Hussain Mohsen Al-Farisi  | Omã            | 3:47.12 |                 |
| 13                | Mukesh Pal                | Nepal          | 3:53.31 |                 |
| 14                | Wahyudi Putra             | Indonésia      | 3:54.35 |                 |
| 15                | Tamer Qaoud               | Palestina      | 3:56.93 |                 |
| 16                | Dawaanyam Myagmarsuren    | Mongólia       | 3:56.94 |                 |
| 17                | Pongsakorn Suksawat       | Tailândia      | 3:58.66 | Recorde pessoal |
| 18                | Hussain Fazeel            | Maldivas       | 3:58.77 |                 |
| 19                | Abdulla Al-Haswali        | Iêmen          | 4:07.02 | Recorde pessoal |

Legenda
| Recorde mundial       | Recorde mundial (World record)               |                       | Recorde africano                      | Recorde africano (African) |                                           | Q | Classificado por posição (Qualified) |
| Recorde do campeonato | Recorde do campeonato (Championship record)  | Recorde da América    | Recorde da América (Americas)         | q                          | Classificado por melhor tempo (Qualified) |   |                                      |
| Melhor marca do ano   | Melhor marca do ano (World leading)          | Recorde asiático      | Recorde asiático (Asian)              | DNS                        | Não largou (Did not start)                |   |                                      |
| Recorde nacional      | Recorde nacional (National record)           | Recorde europeu       | Recorde europeu (European)            | DNF                        | Não terminou (Did not finish)             |   |                                      |
| Recorde pessoal       | Recorde pessoal do atleta (Personal best)    | Recorde da Oceania    | Recorde da Oceania (Oceania)          | DSQ / DQ                   | Desclassificado (Disqualified)            |   |                                      |
| Recorde da temporada  | Recorde da temporada do atleta (Season best) | Recorde sul-americano | Recorde sul-americano (South America) | NM                         | Sem marca (No mark)                       |   |                                      |